# 情緒勞動
情緒勞動（英語：Emotional labor，又譯情緒工作、情緒勞務），是指工作者為了工作需求，主動調節、管理自身情緒或情感表現，以符合組織或職位的要求。此概念最早由美國社會學家亞莉·霍奇查爾德（Arlie Russell Hochschild）於1983年提出，她在《情感整飾：人類情感的商業化》一書中將情緒勞動定義為：「管理本身的情緒，以創造公眾可見的面部與身體表現」。  
霍奇查爾德區分了「情緒勞動」與「情緒工作」（emotion work）兩個概念，前者強調在職場或組織環境中根據規範來管理與表現情緒，後者則是在家庭或私人關係中進行的情緒調節。

## 定義與分類
情緒勞動要求工作者根據職位需求，調整自我感受，並適當表現情緒，無論這些情緒是否為真實所感。其主要目的是為了營造特定的顧客體驗、維持組織運作效率，甚至促進業績與組織形象。常見的情緒勞動策略包括：
- 深層扮演（deep acting）：通過調整自己的內心感受，讓外在表現與組織要求的情緒一致。
- 表層扮演（surface acting）：僅在外表展現組織所需的情緒，內心情感未必同步[1]。

霍奇查爾德進一步歸納三種情緒管理策略：認知調整（改變想法以影響情感）、身體調整（藉由生理行為影響感受）、表情調整（透過面部或身體表現影響感受）。

## 特點
賴英娟等學者（2008）指出，情緒勞動工作者通常具備以下三個特徵：
1. 與顧客有高度面對面或語音互動；
2. 需在顧客面前展現特定情緒狀態；
3. 組織可透過監督或訓練控制情緒活動。

## 職業與範疇
情緒勞動廣泛存在於各種服務業與專業領域，包括但不限於：教育、醫療、社工、空服員、餐飲服務、零售業、公共行政、護理、幼兒照顧、傳媒與法律等。隨著經濟型態由製造業向服務業轉型，越來越多行業要求員工調節自身情緒來符合組織規範。
舉例來說，空服員需時時保持親切微笑，即便在長時間工作或面對無理顧客時亦然；債務催收員則需壓抑對債務人的負面情緒，展現冷靜或友善以完成工作目標。學校老師、護理人員、兒童照護者也需時常表現耐心與同理心，無論自身真實情緒如何。

## 性別與文化影響
許多情緒勞動工作與性別角色、社會刻板印象有關，女性常被期待在職場中展現更多的情感勞動（如體貼、關懷等），這種「情感無償性」亦被認為是造成性別職業隔離與薪資差異的重要原因之一。研究亦發現不同文化對情緒表達與管理有不同期待，影響情緒勞動的展現方式。

## 對工作者的影響
長期進行情緒勞動，可能導致員工產生情感耗竭、職業倦怠、失真感與心理壓力，影響工作滿意度與心理健康。其中，「表層扮演」比「深層扮演」更容易引發負面後果。

## 應對策略與組織措施
提升情緒智力、組織提供支持、同儕情感分享、彈性訓練與適度休息等，有助減緩情緒勞動帶來的壓力。同時，組織應重視情緒勞動對員工的影響，將其納入職位規劃與績效考核。

## 與「情緒工作」的區別
「情緒勞動」主要發生於工作場域，受雇主與顧客期待所規範；「情緒工作」則是指在家庭、親密關係或私人生活中的情緒管理，如安撫家人、照顧朋友等。